# Rublo letón
El rublo fue el nombre de la moneda oficial de Letonia entre el 22 de marzo de 1919 hasta el 3 de agosto de 1922, y entre el 7 de mayo de 1992 hasta el 5 de marzo de 1993.
|  |  | 1 Rublis  | Amarillo |
|  |  | 2 Rubļi   | Marrón   |
|  |  | 5 Rubļi   | Azul     |
|  |  | 10 Rubļu  | Rojo     |
|  |  | 20 Rubļu  | Violeta  |
|  |  | 50 Rubļu  | Turquesa |
|  |  | 200 Rubļu | Verde    |
|  |  | 500 Rubļu | Naranja  |